# Niphoparmena rougemonti
Niphoparmena rougemonti är en skalbaggsart som beskrevs av Stefan von Breuning 1977. Niphoparmena rougemonti ingår i släktet Niphoparmena och familjen långhorningar. Inga underarter finns listade i Catalogue of Life.